# Carro (Tortora)
Carro (Carru nel dialetto locale) insieme ad Acqualisparti è la più alta delle frazioni montane del comune di Tortora. È una piccola frazione abitata da poche famiglie.
La frazione si estende su un ampio altopiano composto da vari pianori ad un'altidudine media di 850 metri s.l.m., è si suddivide in varie sotto-località denominate: Affunnàta, Cotròmmolo, Malàzza, Nivèra, Ordichèlla, Piani del Carro, Piano Grande, Ròcchi e Valle Lunga.

## Località
La frazione si divide in nove sotto-frazioni la prima di queste risalendo dal centro storico è Ordichella.
Ordichella situata sul versante ovest del Carro è collegata alla strada principale mediante una strada montana secondaria che si innesta sulla montana principale, poco prima della località Malazza per poi congiungersi nuovamente sulla strada principale nei pressi della località Nivera. Oltrepassato Ordichella percorrendo la strada secondaria troviamo la località Valle Lunga, detta in gergo locale Vàdda Lònga. La prima delle località del Carro sulla strada montana principale è Malàzza, una bella località ai confini con il comune di Aieta, immersa in un bosco di faggi. Nella località nasce la sorgente omonima che dà origine al ruscello di San Nicola. Proseguono si sale verso l'altopiano e troviamo di seguito tre località oggi completamente disabitate, il Piano Grande (Chìanu Grànni), la Nivèra e Ròcchi. Dopo Rocchi iniziano i Piani del Carro un ampio pianoro che fa da spartiacque tra i bacini fluviali del fiume Lao e del fiume Noce. Sul versante est troviamo l'Affunnàta. In queste ultime zone l'ampia frazione confine ad est con il territorio di Laino Borgo. Ultima località è Cotròmmolo detto in tortorese Cutrùommulu.

## Storia
La frazione è stata abitata già da diversi secoli come testimoniano i numerosi ruderi di antichi casolari.
Nel 1860 Paolo Maceri un giovane del posto, al Carro incontro Giuseppe Garibaldi che gli chiese di indicargli la strada per giungere a Tortora.

## Società

### Evoluzione demografica
Un tempo la frazione era la più popolosa del comune di Tortora, negli anni del boom economico molti abitanti del luogo emigrarono verso il nord lasciando gran parte della frazione disabitata. Oggi restano solo poche famiglie e la tendenza è sempre in costante diminuzione.

## Agricoltura ed allevamento familiare
Praticato dalla quasi totalità degli abitanti è l'agricoltura e l'allevamento famiglia per uso proprio.
Nel campo dell'allevamento per uso personale molto diffuso è l'allevamento dei bovini, caprini, polli e suini.

## Curiosità
Essendo la frazione al confine con il comune di Laino Borgo gli abitanti sono in parte originari dello stesso e il dialetto parlato è un ibrido tra il tortorese ed il lainese (lainaro in tortorese).